# Sokratis Papastathopoulos
Sokratis Papastathopoulos, född den 9 juni 1988 i Kalamata, är en grekisk före detta fotbollsspelare.

## Klubbkarriär
I maj 2011 värvades Papastathopoulos tillbaka till Genoa efter en säsong i Milan.  

Den 2 juli 2018 värvades Papastathopoulos av Arsenal. Den 20 januari 2021 kom Arsenal överens med Papastathopoulos om att bryta kontraktet hans kontrakt med klubben.
Fem dagar senare, den 25 januari 2021, värvades Papastathopoulos av Olympiakos, där han skrev på ett 2,5-årskontrakt. Han fullföljde sitt kontrakt med klubben fram till att det gick ut under sommaren 2023.
Den 26 oktober 2023 värvades Papastathopoulos av Real Betis på ett ettårskontrakt. Den 19 maj 2024 meddelade Papastathopoulos att han skulle avsluta sin fotbollskarriär vid slutet av säsongen 2023/2024.

## Landslagskarriär
Den 29 juni 2014 gjorde Papastathopolous sitt första landslagsmål i åttondelsfinalen av fotbolls-VM 2014 mot Costa Rica.